# Duje Miljak
Duje Miljak (* 29. November 1983 in Split) ist ein aus Kroatien stammender ehemaliger Handballspieler.
Der 2,02 Meter große und 110 Kilogramm schwere rechte Rückraumspieler spielte anfangs bei RK Split und von 2007 bis Juni 2010 beim TV Emsdetten. Ab Juli 2010 stand er beim mazedonischen Klub RK Metalurg Skopje unter Vertrag. Ein Jahr später wechselte Duje Miljak zum ThSV Eisenach. Nachdem er 2013 mit Eisenach in die Bundesliga aufstieg, schloss er sich dem Mitaufsteiger Bergischer HC an. Vom Sommer 2014 lief er zwei Saisonen lang für die SG Handball West Wien in der Handball Liga Austria auf. 2016 wurde der Kroate erneut vom ThSV Eisenach verpflichtet.
Nachdem er mit dem ThSV Eisenach in der Saison 2017/18 aus der 2. Bundesliga abstieg, blieb er dem Verein treu. In der folgenden Saison war er als Routinier in der Abwehr maßgeblich am direkten Wiederaufstieg beteiligt, der nach zwei Siegen in den Relegationsspielen gegen die HSG Konstanz erreicht werden konnte. Im Sommer 2020 beendete er seine Karriere.
Mit Skopje spielt er im EHF-Pokal (2010/11). Zuvor nahm er mit Split am EHF-Pokal 2001/02 und am EHF Challenge Cup 2005/06 teil.
Duje Miljak stand im Aufgebot der kroatischen Nationalmannschaft, konnte sich jedoch nicht dort etablieren.

## HLA-Bilanz
| Saison    | Verein                | Spielklasse | Tore | 7-Meter      | Feldtore |
| --------- | --------------------- | ----------- | ---- | ------------ | -------- |
| 2014/15   | SG Handball West Wien | HLA         | 88   | 8/12         | 80       |
| 2015/16   | SG Handball West Wien | HLA         | 107  | 10/14        | 97       |
| 2014–2016 | gesamt                | HLA         | 195  | 18/26 (69 %) | 177      |